# Верхнее Панкратово
Верхнее Панкратово — деревня в Великоустюгском районе Вологодской области.
Входит в состав Шемогодского сельского поселения, с точки зрения административно-территориального деления — в Шемогодский сельсовет.
Расстояние по автодороге до районного центра Великого Устюга — 19 км, до центра муниципального образования Аристово — 2 км. Ближайшие населённые пункты — Большие Слободы, Кузнецово, Аристово, Нижнее Панкратово.
По переписи 2002 года население — 7 человек.